# Élections législatives camerounaises de 2020
Les élections législatives camerounaises de 2020 ont lieu le 9 février 2020 après plusieurs reports afin de renouveler les 180 membres de l'Assemblée nationale du Cameroun. Seuls 167 députés sur les 180 sont cependant élus à l'issue du scrutin de février du fait de l'invalidation par le conseil constitutionnel des résultats de 11 circonscriptions dans les régions du Nord Ouest et du Sud Ouest, en proie à la crise anglophone. Un scrutin partiel est tenu le 22 mars 2020 pour les élections des treize députés restants.
Le scrutin a lieu alors que le pays subit la menace des djihadistes de Boko Haram dans l'Extrême Nord, tandis que l'ouest anglophone du pays, où la population s'estime marginalisée, est en proie à un conflit armé.
Le Rassemblement démocratique du peuple camerounais (RDPC) du président Paul Biya conserve une large majorité absolue avec 152 sièges sur 180.

## Contexte

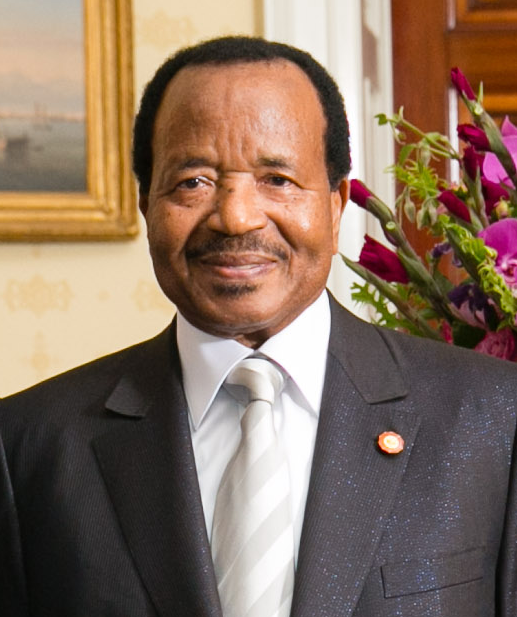
Paul Biya.

Le Cameroun, dirigé depuis 1982 par le président Paul Biya, est généralement considéré comme un régime autoritaire. Les élections devaient initialement se dérouler en septembre 2018. Un premier report d'un an du scrutin a néanmoins lieu à la suite de la demande en ce sens du président Paul Biya invoquant un calendrier électoral chargé, le scrutin se conjuguant à une présidentielle et des municipales en octobre. Le 2 juillet, les députés votent ainsi la prorogation d'un an de leur mandat à compter du 29 octobre 2018, de même que celui des conseillers municipaux,.
La préparation des élections a lieu dans un contexte d'importantes violences, le groupe djihadiste Boko Haram sévissant toujours dans l'extrême nord du pays tandis que les régions anglophones du nord-ouest et du sud-ouest sont confrontées à une grave crise socio-politique depuis fin 2016 qui s'est muée en conflit armé fin 2017. En 2018, les combats deviennent quasi quotidiens entre les forces armées camerounaises et divers groupes armés séparatistes. Selon le gouvernement, plus de 80 membres des forces de sécurité ont été tués dans ces combats. Plus de 600 personnes auraient été arrêtées depuis le début de la crise, selon des sources onusiennes. Ces événements amènent à un nouveau report le 20 juillet, le parlement étant prolongé de deux mois à partir du 29 octobre. Les mandats des conseillers municipaux sont quant à eux prolongés jusqu'au 29 février 2020. Le gouvernement ayant à plusieurs reprises annoncé son intention de tenir les deux scrutins simultanément afin d'en réduire le coût, un nouveau report jusqu'en février de cette année est jugé très probable. Comme attendu, le gouvernement annonce le 11 novembre 2019 l'organisation des deux scrutins pour le 9 février 2020.
Dans les régions anglophones du Nord-Ouest et du Sud-Ouest du pays, les rebelles séparatistes promettent des représailles à ceux qui iraient voter. En réaction, le gouvernement central du Cameroun augmente ses effectifs militaires dans la zone. Dans les deux semaines précédant les élections, selon Human Rights Watch, les séparatistes enlèvent plus d'une centaine de personnes dans les deux régions anglophones, tandis que les forces de sécurité du gouvernement central commettent de nombreux abus de pouvoir. Le 7 février 2020, depuis sa cellule à la prison centrale de Yaoundé, Sisiku Julius Ayuk Tabe, président du gouvernement intérimaire autoproclamé d’Ambazonie, déclare qu’ils sont plus que jamais engagés dans une indépendance totale ou une résistance pour toujours. Le jour du scrutin, les rebelles séparatistes empêchent l'accès aux urnes.
Les violences en zone anglophone se poursuivent après le scrutin. Ainsi, le 14 février 2020, 23 civils dont 15 enfants et 1 femme enceinte sont massacrés à Ntumbo, un village du Nord-Ouest. L'opposition camerounaise (surtout le Mouvement pour la renaissance du Cameroun) et les ONG locales accusent l'Armée et le gouvernement central d'avoir perpétré le massacre,. Le 18 février, l'Armée camerounaise reconnaît sa responsabilité, avançant une explication controversée selon laquelle des soldats auraient été attaqués par 7 séparatistes, et que dans la contre-attaque les militaires auraient accidentellement déclenché un incendie responsable de la plupart des morts.

## Mode de scrutin
L'Assemblée nationale est la chambre basse du parlement bicaméral du Cameroun. Elle est composée de 180 sièges pourvus pour cinq ans selon un mode de scrutin mixte alliant scrutin uninominal majoritaire à un tour et Scrutin de liste majoritaire avec listes bloquées et une dose de proportionnelle.
Le pays est ainsi découpé en quarante-neuf circonscriptions d'un ou plusieurs sièges. Les différents partis proposent dans chacune d'elles des listes comportant autant de candidats que de sièges à pourvoir. 
Dans les circonscriptions uninominales, le candidat ayant recueilli le plus de voix est élu à la majorité relative. Dans les circonscriptions plurinominales, par contre, seule une liste ayant recueilli la majorité absolue des voix remporte la totalité des sièges. Si aucune liste n'atteint ce seuil, la liste arrivée en tête reçoit la moitié des sièges — arrondie à l'unité supérieure si besoin — et l'autre moitié est répartie entre les listes restantes ayant franchi un seuil électoral de 5 %, la répartition se faisant à la méthode du plus fort reste avec quotient de Hare. Les listes sont bloquées, ni le vote préférentiel ni le panachage n'étant autorisés.

## Campagne
Le Mouvement pour la renaissance du Cameroun (MRC) annonce dès 2019 boycotter le scrutin à venir, arguant que la situation dans la partie anglophone du pays ne permet pas la tenue du scrutin dans l'ensemble du pays. Le parti, qui avait obtenu un siège de député en 2013 aurait par ailleurs eu du mal à constituer des listes et à s'acquitter des cautions imposées par la loi électorale.

## Résultats
Les résultats ci-dessous incorporent la répartition finale des 180 sièges à pourvoir, mais la répartition des suffrages est celle du seul scrutin de février, et n'inclut donc pas les votes du scrutin partiel organisé en mars.
|                           |                                                           |           |       |        |               |  |  |  |  |
| Parti                     | Parti                                                     | Votes     | %     | Sièges | +/–           |  |  |  |  |
|                           | Rassemblement démocratique du peuple camerounais (RDPC)   |           |       | 152    | 4             |  |  |  |  |
|                           | Union nationale pour la démocratie et le progrès (UNDP)   |           |       | 7      | 2             |  |  |  |  |
|                           | Front social démocrate (FSD)                              |           |       | 5      | 13            |  |  |  |  |
|                           | Parti camerounais pour la réconciliation nationale (PCRN) |           |       | 5      | Nv            |  |  |  |  |
|                           | Union démocratique du Cameroun (UDC)                      |           |       | 4      | en stagnation |  |  |  |  |
|                           | Front pour le salut national du Cameroun (FSNC)           |           |       | 3      | 3             |  |  |  |  |
|                           | Mouvement pour la défense de la République (MDR)          |           |       | 2      | 1             |  |  |  |  |
|                           | Union des mouvements socialistes (UMS)                    |           |       | 2      | 2             |  |  |  |  |
|                           | Autres partis                                             |           |       | 0      | -             |  |  |  |  |
|                           |                                                           |           |       |        |               |  |  |  |  |
| Votes valides             | Votes valides                                             | 2 942 194 | 97,36 |        |               |  |  |  |  |
| Votes blancs et invalides | Votes blancs et invalides                                 | 79 753    | 2,64  |        |               |  |  |  |  |
| Total                     | Total                                                     | 3 021 947 | 100   | 180    | en stagnation |  |  |  |  |
| Abstention                | Abstention                                                | 3 878 981 | 56,21 |        |               |  |  |  |  |
| Inscrits / participation  | Inscrits / participation                                  | 6 900 928 | 43,79 |        |               |  |  |  |  |

## Suites
Les résultats partiels sont annoncés le 28 février par la Cour constitutionnelle, qui annule pour « irrégularités » une partie des élections dans l'Ouest du pays. Au total, dix circonscriptions du Nord-Ouest, et une circonscription du Sud-Ouest doivent ainsi organiser de nouvelles élections pour un total de treize sièges,. La participation s'établit à 43,79 %. Sur les 167 sièges restants, la majorité absolue est remportée par le Rassemblement démocratique du peuple camerounais (RDPC), qui totalise 139 sièges, assurant au président Paul Biya de conserver le contrôle de l'assemblée,.
Les élections partielles pour les treize sièges manquants ont lieu le 22 mars, dans le contexte de la progression de la pandémie de maladie à coronavirus dans le pays. Les résultats sont proclamés par le conseil constitutionnel le 7 avril suivant, et voient le RDPC remporter l'ensemble des treize sièges, portant le total de députés du parti à 152.